# Radwin
RADWIN est une entreprise de télécommunications qui développe et commercialise des produits de haut débit point à point et point à multipoint. Les solutions proposées par Radwin sont utilisées dans les aéroports, les systèmes de métro, la marine, les communautés isolées, les prestataires de services, les opérateurs de téléphonie mobile et les réseaux privés. Ils offrent des applications qui incluent le réseau d'accès, l'accès haut-débit, la connectivité sur le réseau privé et la transmission de vidéo-surveillance.
Les solutions de Radwin sont déployées dans plus de 150 pays, avec plus de 100 000 unités déployées à ce jour. L'entreprise se trouve à Tel Aviv, Israël, et possède des bureaux au Brésil, à El Salvador, en Chine, en Colombie, en Pologne, en Inde, au Mexique, au Pérou, aux Philippines, à Singapour, en Afrique du Sud, en Russie, en Espagne, en Thaïlande, au Royaume-Uni et aux États-Unis. 

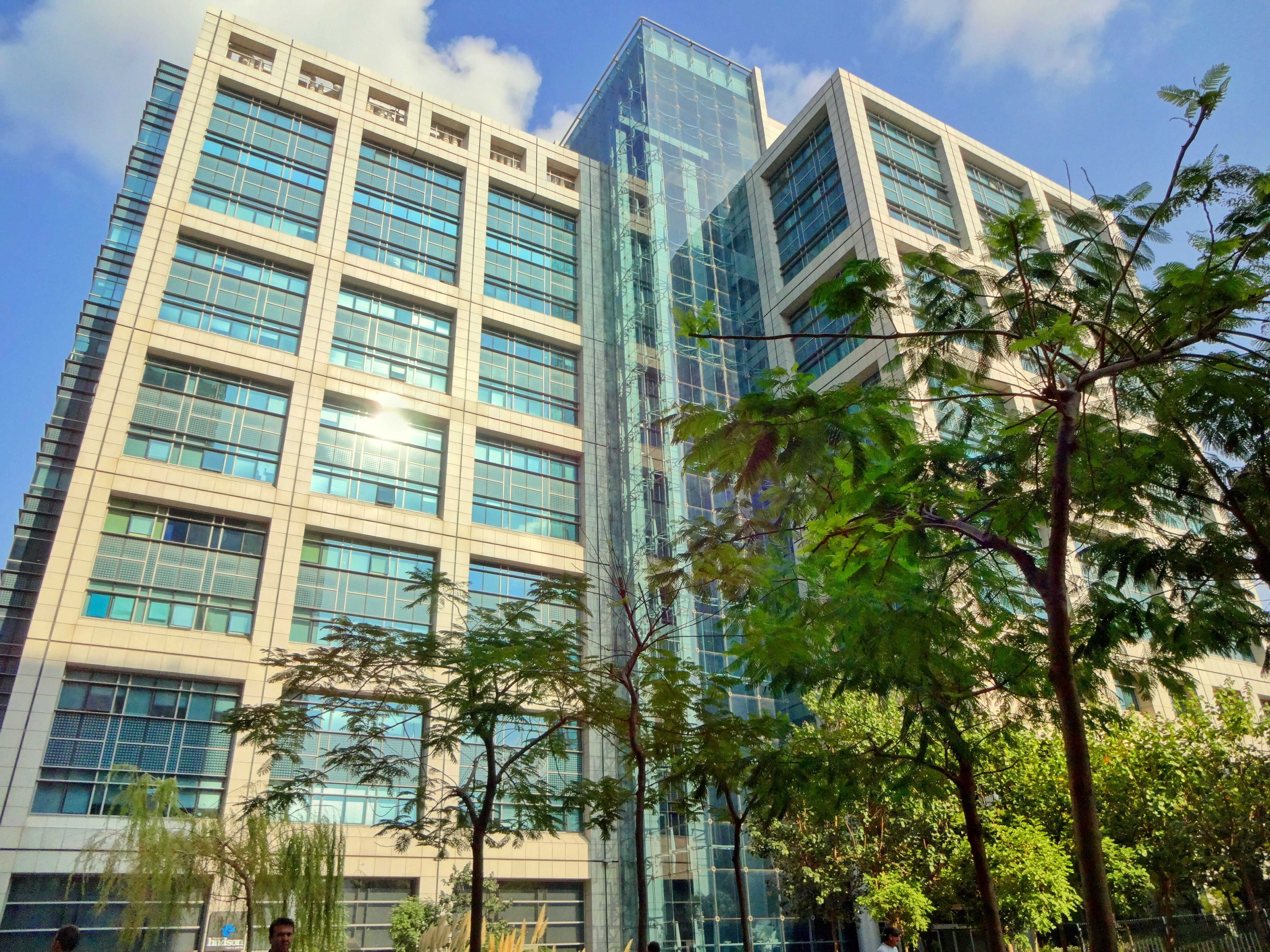
Quartier général de RADWIN, Tel Aviv

## Histoire
L'entreprise a été créée en 1997 par Sharon Sher. Durant son service militaire, il a été destiné à l'équipe de R&D, durant lequel il a travaillé sur des projets concernant les systèmes de télécommunications et les communications sans-fil. Après avoir reçu son diplôme en mathématiques et physiques de l'Université hébraïque de Jérusalem, et un master en ingénierie électronique de l'Université de Tel-Aviv, il a créé Radwin en 1997. Ses premiers produits furent des systèmes point à point.
En 2005, l'entreprise avait vendu ses premières 10 000 radios, et ses produits furent choisis pour un des projets de liaison terrestre les plus grands d'Asie, avec plus de 1 000 liaisons sans fil. Radwin a été sélectionnée par les chemins de fer Indiens pour leur connectivité sol-train, et la même année, l'entreprise a ouvert un bureau en Inde. Radwin a donné plus de 1 000 unités de sans-fil à haut débit pour la reconstruction du réseau de communications de Thaïlande.
En 2006, l'entreprise a lancé les premiers produits de l'entreprise point to multi-point. En 2007, Radwin avait vendu plus de 50 000 unités dans plus de 70 pays et en 2008, ce chiffre atteint 100 000 unités dans plus de 100 pays.
En 2013, la solution de mobilité (FiberinMotion) de RADWIN a été sélectionnée et déployée dans le métro de Moscou assurant une connectivité large bande sans fil à bord de trains dans des tunnels, délivrant ainsi un haut débit Internet de 90Mbit/s pour les passagers.

## Reconnaissances
- 2004, Prix “President's Choice” de l'association des fournisseurs de services Internet sans fil[4]
- 2005, Prix reçu de la Princesse Maha Chakri Sirindhorn de Thailand pour la reconstruction du pays après le tsunami de 2004.
- Designé comme une des technologies “Fast50” Deloitte en 2008, 2009, 2010 et 2011[5]
- 2010, Designé par la Chambre de Commerce Israelo-Amérique latine comme la “Performance Exceptionnelle et Contribution durable” à l'accord bilateral entre l'Israel et l'Amérique Latine.